# یواس‌ان‌اس ساکاگاوی (تی-ای‌کی‌یی-۲)
یواس‌ان‌اس ساکاگاوی (تی-ای‌کی‌یی-۲) (به انگلیسی: USNS Sacagawea (T-AKE-2)) یک کشتی است که طول آن ۲۱۰ متر (۶۸۹ فوت) می‌باشد. این کشتی در سال ۲۰۰۶ ساخته شد.